# División de Honor sezon 2016
División de Honor sezon 2016 był 31 sezonem w historii rozgrywek tej hiszpańskiej ligi bejsbolowej od kiedy została założona. Rozgrywki rozpoczęły się 2 kwietnia, a zakończyły 31 lipca.
Po raz pierwszy w historii zwyciężyła Valencia Astros.

## Drużyny
| Drużyna                   | Stadion                              | Pojemność stadionu | Miasto/Region               |
| ------------------------- | ------------------------------------ | ------------------ | --------------------------- |
| Tenerife Marlins          | Centro Insular de Béisbol            | 200                | Puerto de la Cruz, Teneryfa |
| Astros Valencia           | Campo Federativo del Turia           | 100                | Walencja                    |
| Sant Boi                  | Campo Municipal de Béisbol           | 500                | Sant Boi de Llobregat       |
| Barcelona                 | Camp Municipal Carlos Pérez de Rozas | 800                | Barcelona                   |
| San Inazio Bilbao Bizkaia | Polideportivo El Fango               | 200                | Bilbao                      |
| Béisbol Navarra           | Instalaciones Deportivas El Soto     | 200                | Pampeluna                   |
| Pamplona                  | Instalaciones Deportivas El Soto     | 200                | Pampeluna                   |
| Viladecans                | Estadi Olimpic de Viladecans         | 1500               | Viladecans                  |